# Klingen (Adelsgeschlecht)

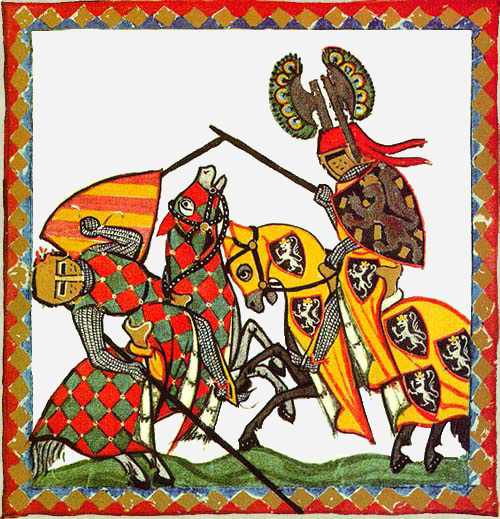
Walther von Klingen († 1286), Minnesänger, im Codex Manesse

Klingen (auch Freiherren von Klingen, Hohenklingen, Altenklingen und Klingnau) ist der Name eines im Mittelalter bedeutenden Adelsgeschlechts aus dem Kanton Thurgau in der Schweiz.

## Herkunft

### Altenklingen
Das Stammhaus der Herren von Klingen war die Burg Altenklingen bei Wigoltingen im Thurgau. Eine erste Burg wurde um 900 erbaut, die zweite Burg um 1200; diese wurde bis 1395 von der Familie bewohnt. Das Dorf Klingenzell und das Kloster Feldbach sind Gründungen der Familie. Vom 11. Jahrhundert bis 1395 übten die Freiherren von Klingen die niedere Gerichtsbarkeit von Märstetten und Illhart aus sowie für das Konstanzer Domkapitel die Gerichtsbarkeit über Wigoltingen. Die von Klingen starben 1395 aus, nachdem mehrere von ihnen 1386 als Soldaten an der Seite von Leopold von Österreich den Tod bei der Schlacht von Sempach gefunden hatten.
Legendär ist die spätere Angabe, dass die heilige Wiborada, Klausnerin bei St. Gallen, die im Jahre 926 beim Einfall der Ungarn erschlagen wurde, aus dem Hause der Herren von Klingen gestammt haben soll.

### Klingnau und Wehr

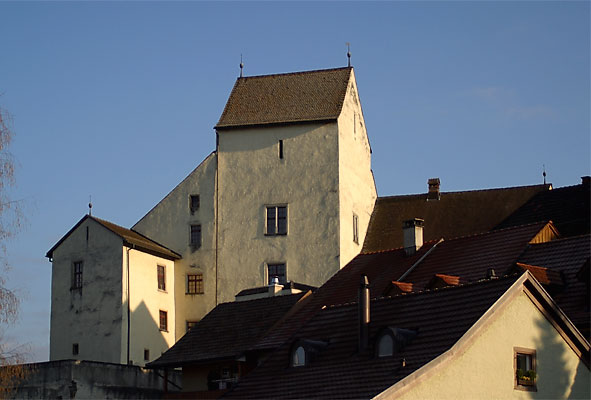
Schloss Klingnau

Ulrich II. von Klingen (belegt 1227–1248) heiratete Ita von Tegerfelden, die Erbin umfangreicher Besitzungen beiderseits des Hochrheins im Aargau und in Südbaden. 1239 errichtete er dort das Schloss Klingnau und gründete die gleichnamige Stadt. Zu seinem Besitz gehörte auch die Burg Werrach in Wehr. Die Burg Tegerfelden war bereits um 1269 Ruine.
Die Söhne Walther und Ulrich teilten sich um 1251 das Erbe auf: Walther von Klingen, der als Minnesänger bekannt wurde, erhielt die Besitzungen am Hochrhein, sein Bruder Ulrich die Herrschaft Altenklingen, ein jüngerer Bruder trat in die Johanniterkommende Leuggern ein, 1270 ist er als deren Komtur belegt. Die Brüder siedelten 1254 in Klingnau eine von Leuggern aus besiedelte Kommende an. Walther gründete 1256 den Dominikanerinnenkonvent Klingental in Wehr und verlegte ihn um 1272 nach Kleinbasel, wo er 1286 auch beigesetzt wurde. Anders als sein Vater, der den Kyburgern nahestand, lehnte sich Walther während des Interregnums an Graf Rudolf von Habsburg an, der 1273 zum König gewählt wurde. Die drei Söhne Walthers waren bereits vor 1260 verstorben. Walther und seine Frau tätigten daraufhin verschiedene geistliche Stiftungen. 1269 verkaufte Walther die Stadt und Burg Klingnau an das Hochstift Konstanz, blieb jedoch noch bis in die 1280er Jahre im Nordtrakt der Burg wohnen, bevor er nach Straßburg und schliesslich nach Basel zog. Die Burg Werrach kam 1273 an Rudolf von Habsburg.

### Hohenklingen

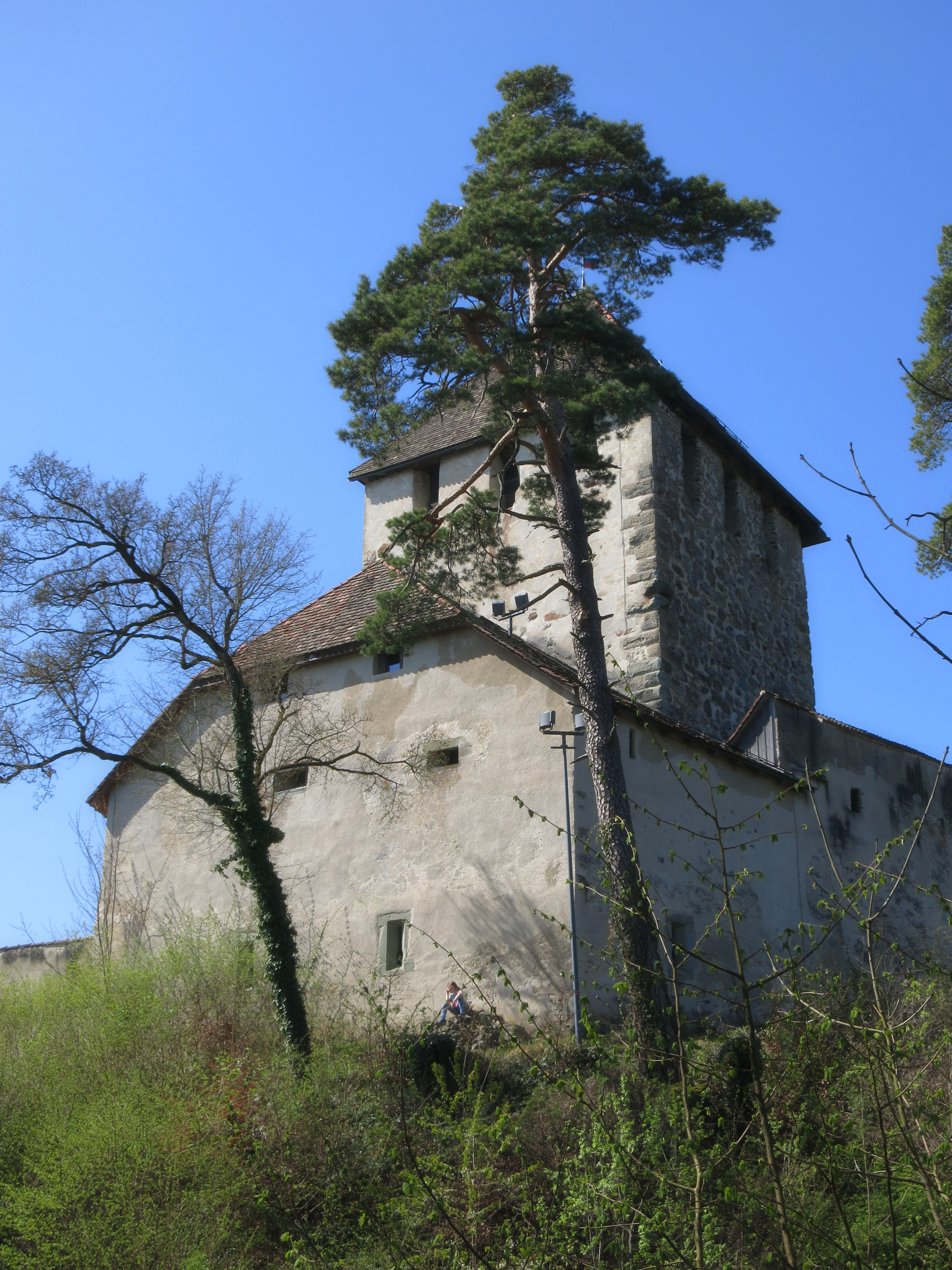
Burg Hohenklingen

Walter von Klingen, Kastvogt des Klosters St. Georgen in Stein am Rhein, errichtete um 1200 einen Wohnturm, aus dem sich die Burg Hohenklingen entwickelte. Zu Beginn des 14. Jahrhunderts teilte sich die Linie derer von Hohenklingen in die Zweige Hohenklingen-Brandis und Hohenklingen-Bechburg. 1359 verkauften Ulrich und Walter von Hohenklingen-Brandis ihren Anteil an Burg und Kastvogtei an Österreich und erhielten sie als Lehen zurück. 1419 verkauften ihre Nachkommen das Lehen an Kaspar von Klingenberg, Herr auf der Festung Hohentwiel. Dieser kaufte 1433 auch die andere Hälfte von Hohenklingen.

## Wappen
Blasonierung: Das Stammwappen zeigt in einem schwarzen, mit silbernen Schindeln bestreuten Schild einen gold gekrönten und rot gezungten aufrechten silbernen Löwen; auf dem Helm mit silbern-schwarzen Decken sitzt ein wachsender, gold gekrönter und rot gezungter silberner Löwe, hinten mit einem ausgekerbten roten Schirmbrett besteckt, dessen Spitzen mit Pfauenfedern bestückt sind.
Das Wappen der Klingen im Codex Manesse zeigt ebenfalls auf Schwarz den silbernen Löwen, die Schindeln sind jedoch golden; auf dem Helm mit roten Helmdecken zwei auswärts gekehrte silberne (eiserne) Beile; die Schneiden der Beilklingen sind mit Pfauenfedern bestückt.
Nach der Teilung des Geschlechts um 1225 wählten der Zweig derer von Hohenklingen ein eigenes Wappen. Es zeigt einen fünfblättrigen Eichenzweig auf goldenem Grund und einer roten mit weissen Schuppen eingerahmten Scheibe als Helmzier.

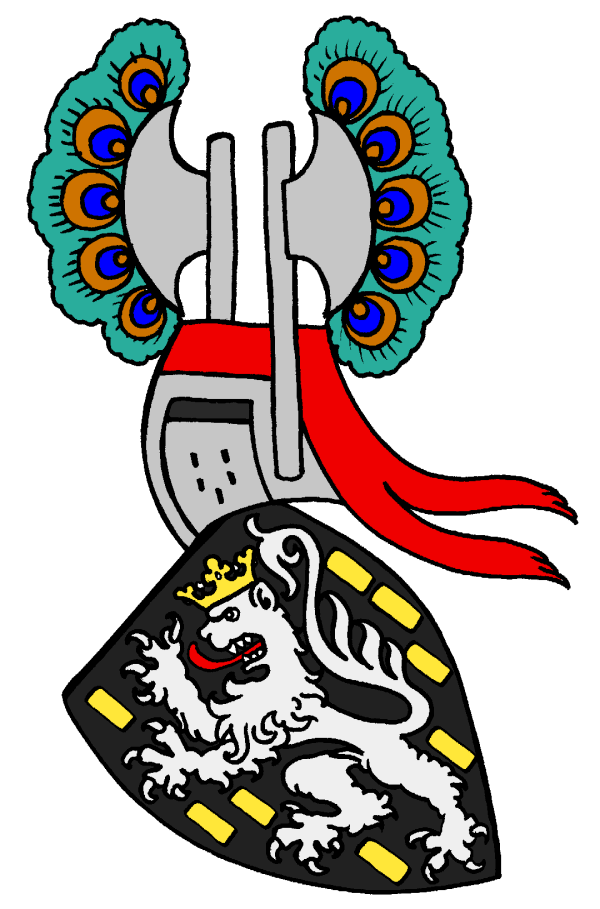
Wappen des Walther von Klingen im Codex Manesse (ca. 1300–1340)
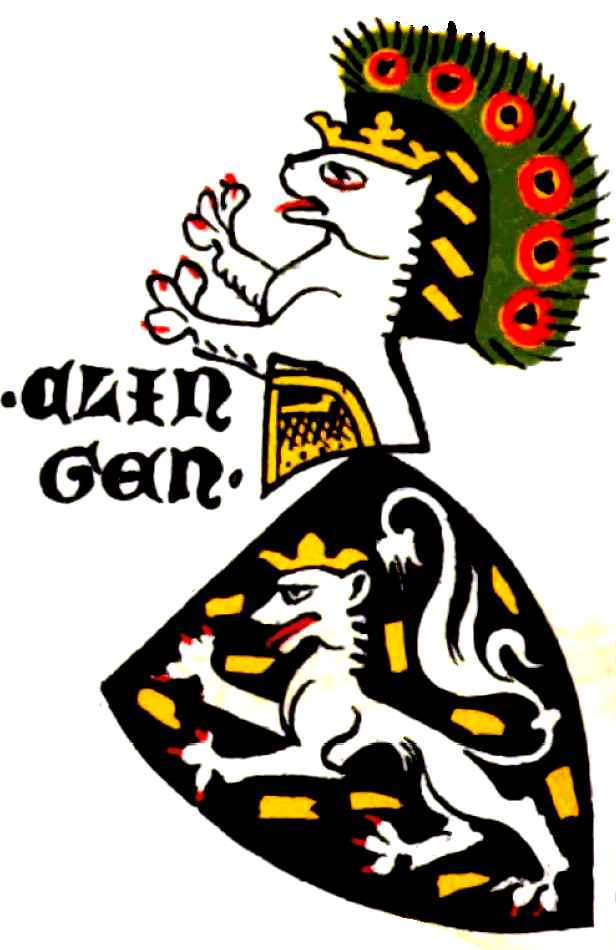
Wappen der Clingen in der Zürcher Wappenrolle (ca. 1340)
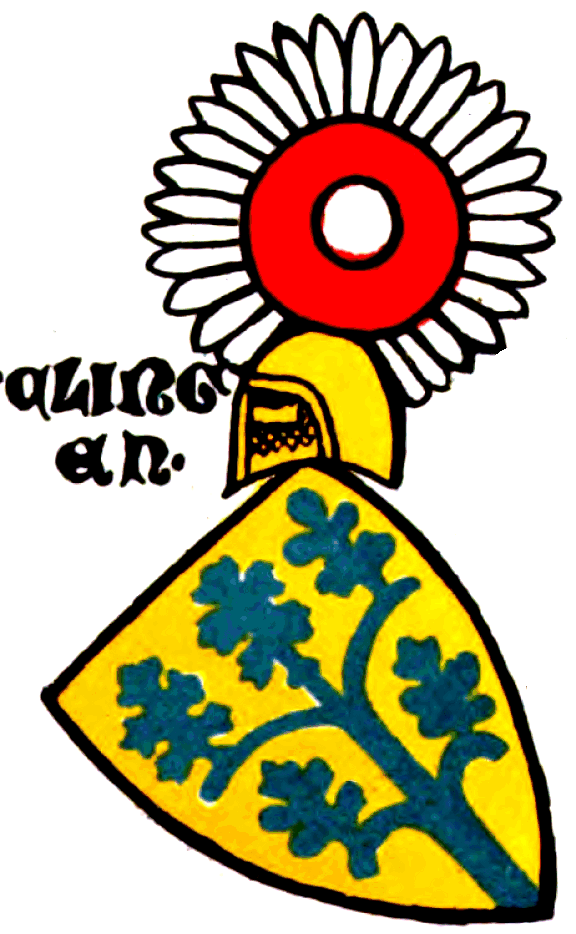
Wappen der (Hohen-)Clingen (1225) in der Zürcher Wappenrolle (ca. 1340)
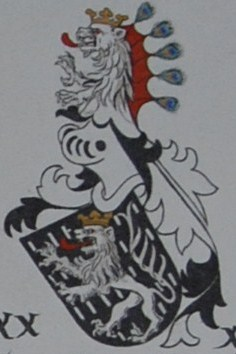
Freiherren von Klingen, Schlachtkapelle Sempach

## Bedeutende Namensträger
- Fides von Klingen († 1358), Fürstäbtissin des Fraumünsterklosters in Zürich
- Walther von Klingen († 1286), Minnesänger